# Barbara Dirikson
Barbara Dirikson (12 de junio de 1951) es una actriz estadounidenese de cine y televisión.

## Carrera
Barbara ha aparecido en una variedad de series de televisión como Great Performances, Lou Grant, Northern Exposure y The Fugitive. También ha hecho parte del elenco de algunas películas para televisión como The Taming of the Shrew, Faces of a Stranger y Joyful Partaking. Es la actriz que brinda la voz de Flora, una de las tres hadas bondadosas en las producciones Disney Princess Enchanted Tales: Follow Your Dreams, la serie de videojuegos Kingdom Hearts y Sofia The First.

## Filmografía

### Cine y televisión
| Año  | Título                                              | Rol            | Notas            |
| ---- | --------------------------------------------------- | -------------- | ---------------- |
| 1974 | Great Performances                                  |                |                  |
| 1976 | The Taming of the Shrew                             | Sugarsop       | Película para TV |
| 1981 | Lou Grant                                           | Janie          |                  |
| 1991 | Faces of a Stranger                                 | Doctora        | Película para TV |
| 1994 | Northern Exposure                                   | Jeannie Hansen |                  |
| 1998 | The Victim                                          |                | Corto            |
| 2000 | The Operative: No One Lives Forever                 | Baroness Dumas |                  |
| 2000 | The Fugitive                                        | Dra. Goodman   |                  |
| 2002 | Joyful Partaking                                    | Brenda         |                  |
| 2006 | Kingdom Hearts II                                   | Flora          |                  |
| 2007 | Kingdom Hearts II: Final Mix                        | Flora          |                  |
| 2007 | Disney Princess Enchanted Tales: Follow Your Dreams | Flora          |                  |
| 2010 | Kingdom Hearts: Birth by Sleep                      | Flora          |                  |
| 2012 | Sofia the First: Once Upon a Princess               | Flora          | Película para TV |
| 2013 | Sofia the First                                     | Flora          |                  |
| 2016 | Elena and the Secret of Avalor                      | Flora          | Película para TV |